# جاك كارتييه
جاك كارتييه (31 ديسمبر 1491 – 1 سبتمبر 1557). بحار ومستكشف فرنسي أرست اكتشافاته أساس مطالب فرنسا بملكية الأراضي التي تعرف اليوم بكندا. وقاد كارتييه في عام 1534م أول بعثة أوروبية شمالاً على نهر سانت لورنس.
ولد كارتييه في ميناء سان مالو البحري، ودرس الملاحة في دييبي، وهو مركز فرنسي للملاحين، وأصبح ملاحَا بارزًا، وربما يكون قد أبحر إلى نيوفنلند مع أسطول لصيد السمك في أوائل القرن السادس عشر الميلادي. ويعتقد بعض المؤرخين أن كارتييه رافق الملاح الإيطالي جيوفاني دا فيرازانو في بعثات الاستكشاف الفرنسية إلى العالم الجديد خلال عشرينيات القرن السادس عشر.
كان الأنجليز دور في الاكتشافات الجغرافية، فقد فكروا أيضا باكتشاف طريق جديد يصلهم إلى بالهند، ففي عام 1497 أبحر الإنجليزي جون كابوت من الجزر البريطانية واتجه غربا، واكتشف أجزاء من أمريكيا الشمالية، ولكنه لم يجد طريقا جديدا إلى آسيا، وأعلن ملك بريطانيا أن جميع ما اكتشفه كابوت يعد أرضا تابعة للتاج البريطاني.
كان جون وسيباستيان كابوت قد نزلا إلى اليابسة في رأس جزيرة بريتون سنة 1498 م ولكنهما لم يقدّرا أنهما طرف قارة كبيرة، وفي عام 1534 م، ترأس الملاح جاك كارتييه حملة أتجهت غرباً من ميناء سان مالو للبحث عن طريق بحرية إلى الهند . فأكتشف خليج سانت لورانس في كندا ، وفي رحلة أستكشافية ثانية إلى هناك توّغل كثيراً حتى وصل إلى مونتريال . غير أنه لم تُنشأ أي مستعمرة في كندا إلا بعد حوالي 60 سنة أو يزيد قليلاً، وعلى يد الرحالة الفرنسي الأخر صامويل شامبلان .

## استكشاف كندا
في عام 1534م، أرسل الملك فرانسيس كارتييه إلى أمريكا الشمالية بحثًا عن الذهب والمعادن الثمينة الأخرى. وغادر كارتييه سان مالو في أبريل من العام نفسه بسفينتين، وأبحرت البعثة إلى ما يعرف الآن بخليج سانت لورنس، وحطت الرحال في شبه جزيرة جاسبه التي جعلها كارتييه ملكية تابعة لفرنسا.
والتقى كارتييه بمجموعة من هنود الإيروكو الذين قالوا له: إن الجواهر والمعادن الثمينة توجد على مسافة أخرى إلى الشمال الغربي. ومنح الفرنسيون الهنود هدايا وأقاموا علاقات صداقة معهم. وسمح زعيمهم لاثنين من أبنائه بالإبحار مع كارتييه إلى فرنسا في أغسطس من العام نفسه. وأخذ رجال كارتييه مؤونة من الذُّرة الشامية قد تكون أول حبوب ذرة شامية شوهدت في شمالي أوروبا.
وفي مايو 1535م، أرسل الملك كارتييه في بعثة ثانية إلى كندا. وعاد الولدان الهنديان إلى وطنهما في هذه الرحلة. وفي العاشر من أغسطس، بلغ كارتييه الساحل الشمالي لشبه جزيرة جاسبه، ودخل الخليج المجاور وسمّاه سانت لورنس. ثم شاهد ثغر نهر كبير أصبح أيضًا يحمل اسم سانت لورنس. وأبحر إلى أعالي هذا النهر شمالاً ووصل إلى سفح جبل سماه مونتريال (جبل رويال) الذي أصبح فيما بعد موقعًا لمدينة مونتريال. عاد كارتييه قافلاً إلى ما يعرف اليوم بمدينة كويبك، لقضاء الشتاء ثم سافر إلى فرنسا في الصيف التالي.

## محاولات استعمارية في كندا
نظم الملك في عام 1541م حملة لإنشاء مستعمرة دائمة في كندا، وعين نبيلاً يدعى جان فرانسوا دي لا روك، سيور دي روبرفال، قائدًا على كارتييه. غير أن كارتييه أبحر في مايو قبل أن يكمل روبرفال الخطط الخاصة برحلته.
وأبحر كارتييه شمالاً على نهر سانت لورنس إلى ما يعرف الآن برأس روج بالقرب من مدينة كويبك، وبقي بعض رجاله هناك وبنوا مستعمرة وواصل كارتييه وآخرون البحث عن الذهب وأبحروا إلى مونتريال، وسافروا إلى أقصى الغرب سيرًا على الأقدام، ولكنهم لم يعثروا على معادن ثمينة. وعندئذ عاد كارتييه إلى المستوطنة.
وفي الشتاء، أصبح الهنود الإيروكويون أكثر عداء وقتلوا العديد من الفرنسيين. ولم يصل روبرفال حتى حلول الربيع، ومن ثم، قرر كارتييه أن يعود إلى فرنسا.
وفي رحلة العودة، التقى كارتييه بروبرفال في نيوفنلند. وأمر روبرفال كارتييه بالبقاء في كندا، ولكن الأخير رفض وحذر روبرفال من الهنود. وعاد كارتييه إلى فرنسا، ومنح عفوًا لخروجه عن طاعة روبرفال، وعاش بقية حياته في سان مالو وحولها.

## روابط خارجية
- جاك كارتييه على موقع الموسوعة البريطانية (الإنجليزية)
- جاك كارتييه على موقع إن إن دي بي (الإنجليزية)